# Călărași, Dolj
Călărași là một xã thuộc hạt Dolj, România. Dân số thời điểm năm 2002 là 6710 người.